# Kashipur
Kashipur (Hindi काशीपुर, Kāśīpur) ist eine Stadt mit ca. 150.000 Einwohnern und der Hauptort einer Verwaltungseinheit (tehsil) mit ca. 250.000 Einwohnern im nordindischen Bundesstaat Uttarakhand.

## Lage und Klima
Kashipur liegt im Süden des Bundesstaats ungefähr 255 km (Fahrtstrecke) nordöstlich von Delhi bzw. knapp 160 km in südöstlich von Haridwar. Sie liegt südlich der Siwalik-Berge, einem Vorgebirge des Himalaya, im Übergang zur Gangesebene in einer Höhe von ca. 220 m. Das Klima ist warm, Regen (ca. 900 bis 1000 mm/Jahr) fällt hauptsächlich während der Monsunmonate Juli bis September. Im Herbst, nach dem Monsun, kann man bei klarer Sicht die schneebedeckten Gipfel des 7120 m hohen Trishul und seiner Umgebung sehen.

## Bevölkerung
Ca. 62,5 % der Einwohner sind Hindus und ca. 35 % sind Moslems; der Rest entfällt auf Sikhs, Christen und Jains. Die meistgesprochenen Sprachen sind Hindi, Panjabi und Englisch.

## Wirtschaft
Kashipur ist Sitz einer Hochschule des Indian Institute of Management (IIM); außerdem haben sich mehrere kleinere bis mittelständische Industrieunternehmen hier niedergelassen.

## Geschichte
Kashipur war zur Zeit Harshas (606–647 n. Chr.), als Xuanzang (631–641) die Region besuchte, als Govishan bekannt. Nahe der Stadt können immer noch die Ruinen der großen Siedlungen aus dieser Zeit besichtigt werden. Kashipur ist nach Kashinath Adhikari benannt, dem Gründer der Gemeinde und einem der Beamten der Chand-Herrscher von Kumaon im Mittelalter.
Nach dem Untergang des Harsha-Imperiums wurde Kashipur zu einem Waldgebiet und erst zur Zeit der Unabhängigkeit erneut besiedelt, als Prem Kapoor und Phiraya Lal Kapoor 1947 als Flüchtlinge aus Pakistan nach Kashipur kamen. Sie gehören zu den wenigen ersten bekannten Menschen, die nach Kashipur kamen, als das Gebiet dicht bewaldet war. Heute ist Kashipur ein wichtiger Industriestandort.

## Kultur
Aufgrund ihres quasi Neuentstehens hat die Stadt – mit Ausnahme eines in den 1980er Jahren erbauten Sikh-Tempels (Gurdwara) – keinerlei historisch oder kulturell bedeutsame Bauten. Der Dichter Gumani schrieb ein Gedicht über die Stadt. Der Giri-Taal- und der Drona-Sagar-See sind bekannte Orte und verknüpft mit der Geschichte der Pandavas. Die Chaiti mela ist das bekannteste Volksfest von Kashipur.